# Rupia indo-portuguesa
La rupia fue la moneda de la India portuguesa hasta el año 1958.

## Historia
Antes de 1871, la rupia se subdividía en 750 bazarucos, 600 réis (singular: real), 20 pardaus o en 10 tangas, otra subdivisión era el xerafim, que equivalía a 2 rupias. Después de 1871, 960 réis o 16 tangas (por valor de 60 réis) componían a 1 rupia. La rupia poseía paridad absoluta con la rupia india. En 1958, la moneda fue reemplazada por el escudo indoportugués, a razón de 1 rupia = 6 escudos.

## Monedas
Goa, Damán y Diu emitieron su propia acuñaciones hasta mediados del siglo XIX. 

### Damán
Damán emitió en cobre monedas de 3, 15, 30 y 60 réis hasta 1854 cuando la Casa de Moneda de Damán cerró.
| Denominación | Emitida hasta | Material |
| ------------ | ------------- | -------- |
| 3 réis       | 1854          | Cobre    |
| 15 réis      | 1854          | Cobre    |
| 30 réis      | 1854          | Cobre    |
| 60 réis      | 1854          | Cobre    |

### Diu
Diu emitió numismas en plomo y estaño de 5 y 10 bazarucos junto con otras monedas de estaño de 20 bazarucos, los valores de 30 y 60 bazarucos se acuñaron en cobre y las piezas de 150 y 300 réis y 1 rupia en plata. La Casa de Moneda Diu cerró en 1859.
| Denominación | Emitida hasta | Material     |
| ------------ | ------------- | ------------ |
| 5 bazarucos  | 1859          | Plomo-Estaño |
| 10 bazarucos | 1859          | Plomo-Estaño |
| 20 bazarucos | 1859          | Estaño       |
| 30 bazarucos | 1859          | Cobre        |
| 60 bazarucos | 1859          | Cobre        |
| 150 réis     | 1859          | Plata        |
| 300 réis     | 1859          | Plata        |
| 1 rupia      | 1859          | Plata        |

### Goa
Goa emitió las monedas con las denominaciones más diversas de las tres casas de moneda. Emitió monedas de cobre en denominaciones de 3, 4 ½, 6, 7 ½, 9, 10, 12 y 15 réis, ½ y 1 tanga, acuñó monedas de plata de ½ y 1 pardau, y 1 rupia, y en oro se produjeron monedas de 1, 2, 4, 8 y 12 xerafins. La Casa de Moneda Goa fue cerrada por los británicos en 1869.
| Denominación | Emitida hasta | Material |
| ------------ | ------------- | -------- |
| 3 réis       | 1859          | Cobre    |
| 4½ réis      | 1859          | Cobre    |
| 6 réis       | 1859          | Cobre    |
| 7½ réis      | 1859          | Cobre    |
| 9 réis       | 1859          | Cobre    |
| 10 réis      | 1859          | Cobre    |
| 12 réis      | 1859          | Cobre    |
| 15 réis      | 1859          | Cobre    |
| ½ tanga      | 1859          | Cobre    |
| 1 tanga      | 1859          | Cobre    |
| ½ pardau     | 1859          | Plata    |
| 1 pardau     | 1859          | Plata    |
| 1 rupia      | 1859          | Plata    |
| 1 xerafin    | 1859          | Oro      |
| 2 xerafins   | 1859          | Oro      |
| 4 xerafins   | 1859          | Oro      |
| 8 xerafins   | 1859          | Oro      |
| 12 xerafins  | 1859          | Oro      |

#### Variantes en monedas acuñadas en Goa
Existen variantes en algunas monedas producidas en la ciudad de Goa, las piezas que presentan variantes son las de ½ y 1 tanga. Estas monedas fueron acuñadas originalmente en cobre, pero luego comenzaron a producirse en plata.
| Denominación | Emitida hasta | Material |
| ------------ | ------------- | -------- |
| ½ tanga      | 1859          | Plata    |
| 1 tanga      | 1859          | Plata    |

### Monedas de diseño único

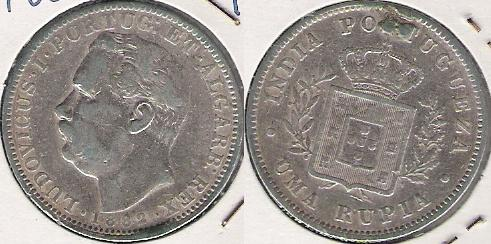
Rupia 1882

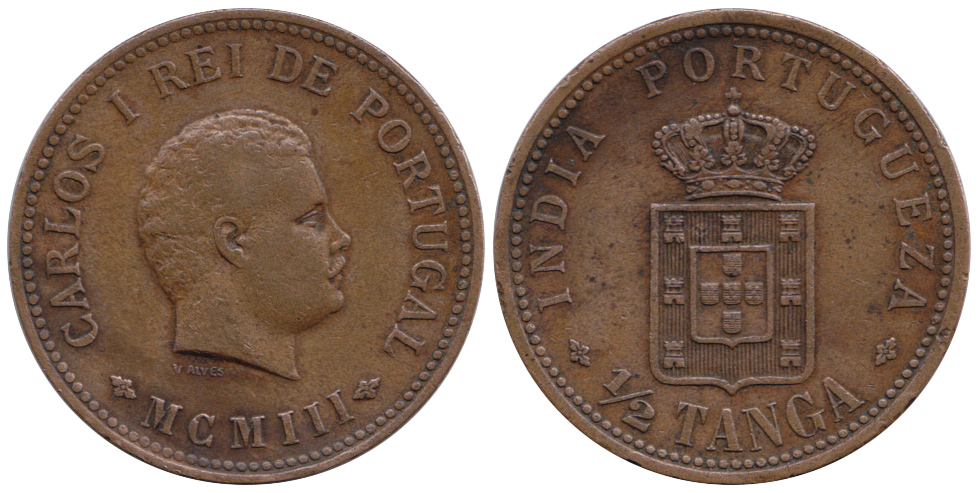
½ tanga 1903 (MCMIII)

Tras el cierre de la casas de monedas locales, las monedas fueron importadas desde Portugal en 1871. Esta nueva invención coincidió con la reforma de las subdivisiones de la rupia. Monedas de cobre fueron introducidas en denominaciones de 3, 5, 10 y 15 réis, ½ y 1 tanga . En 1881, se acuñaron en cobre monedas de ⅛ de tanga y en plata monedas de ¼, ½ y 1 rupia. Las monedas acuñadas en cobre pasaron a acuñarse en bronce a partir de 1901, mientras que en 1934 se introdujeron para circular monedas de 2 y 4 tangas en cuproníquel, seguidas de otras monedas de ½ y 1 rupia en 1947 y 1952, respectivamente.
| Denominación | Emitida desde | Material     |
| ------------ | ------------- | ------------ |
| 3 réis       | 1871          | Cobre        |
| 5 réis       | 1871          | Cobre        |
| 10 réis      | 1871          | Cobre        |
| ⅛ tanga      | 1881          | Cobre        |
| 15 réis      | 1871          | Cobre        |
| 1 tanga      | 1871          | Cobre        |
| 2 tangas     | 1834          | Cupro-Níquel |
| 4 tanga      | 1834          | Cupro-Níquel |
| ¼ rupia      | 1881          | Plata        |
| ½ rupia      | 1881          | Plata        |
| 1 rupia      | 1881          | Plata        |

#### Variantes en monedas
Existen variantes en algunas monedas, las piezas que presentan variantes son las de ¼, ½ y 1 tanga. Estas monedas fueron acuñadas originalmente en plata, pero luego comenzaron a producirse en cuproníquel.
| Denominación | Emitida hasta | Material     |
| ------------ | ------------- | ------------ |
| ¼ rupia      | 1859          | Cupro-Níquel |
| ½ rupia      | 1859          | Cupro-Níquel |
| 1 rupia      | 1859          | Cupro-Níquel |

## Billetes
El papel moneda emitido por primera vez específicamente para la India portuguesa fue impreso por la Junta da Fazenda Pública en 1882 en denominaciones de 10 y 20 rupias. Estos fueron seguidos en 1883 por billetes emitidos por el Gobierno General (portugués: Governo Geral) en denominaciones de 5, 10, 20, 50, 100 y 500 rupias.
En 1906, el Banco Nacional Ultramarino se hizo cargo de la emisión de papel moneda y emitió billetes de 5, 10, 20 y 50 rupias. En 1917, se añadieron a la circulación billetes de 4 y 8 tangas, 1 y 2 ½ rupias. Estos fueron los únicos billetes valuados en tangas, mientras que el billete de 2 ½ rupias se emitieron hasta 1924, mientras que el de 1 rupia siguió siendo impreso hasta 1929. Los de 100 y 500 rupias fueron reintroducidos en 1924.